# Iodictyum hesperium
Iodictyum hesperium är en mossdjursart som beskrevs av Hayward 2004. Iodictyum hesperium ingår i släktet Iodictyum och familjen Phidoloporidae. Inga underarter finns listade i Catalogue of Life.